# Lannemaignan
Lannemaignan (Lanamanhan en gascon) est une commune française située dans le nord-ouest du département du Gers en Gascogne. Sur le plan historique et culturel, la commune est dans le Bas-Armagnac, ou Armagnac noir, un pays s'inscrivant entre les vallées de l'Auzoue, la Gélise, la Douze et du Midou.
Exposée à un climat océanique altéré, elle est drainée par la Midouze et par divers autres petits cours d'eau. La commune possède un patrimoine naturel remarquable : un site Natura 2000 (le « réseau hydrographique du Midou et du Ludon ») et une zone naturelle d'intérêt écologique, faunistique et floristique.
Lannemaignan est une commune rurale qui compte 105 habitants en 2022, après avoir connu un pic de population de 441 habitants en 1866. Elle fait partie de l'aire d'attraction de Mont-de-Marsan. Ses habitants sont appelés les Lannemaignanais ou  Lannemaignanaises.
Le patrimoine architectural de la commune comprend un immeuble protégé au titre des monuments historiques : l'église, inscrite en 1979.

## Géographie

### Localisation
La commune est située au point le plus occidental du Gers, à la limite du département des Landes.

### Communes limitrophes
Les communes limitrophes sont  Arthez-d'Armagnac, Castex-d'Armagnac, Labastide-d'Armagnac, Le Frêche, Mauléon-d'Armagnac et Montégut.
| Le Frêche (Landes)         | Labastide-d'Armagnac (Landes) |                    |
| Arthez-d'Armagnac (Landes) | Lannemaignan                  | Mauléon-d'Armagnac |
|                            | Montégut (Landes)             | Castex-d'Armagnac  |

### Géologie et rerlief
Lannemaignan se situe en zone de sismicité 1 (sismicité très faible).

### Hydrographie

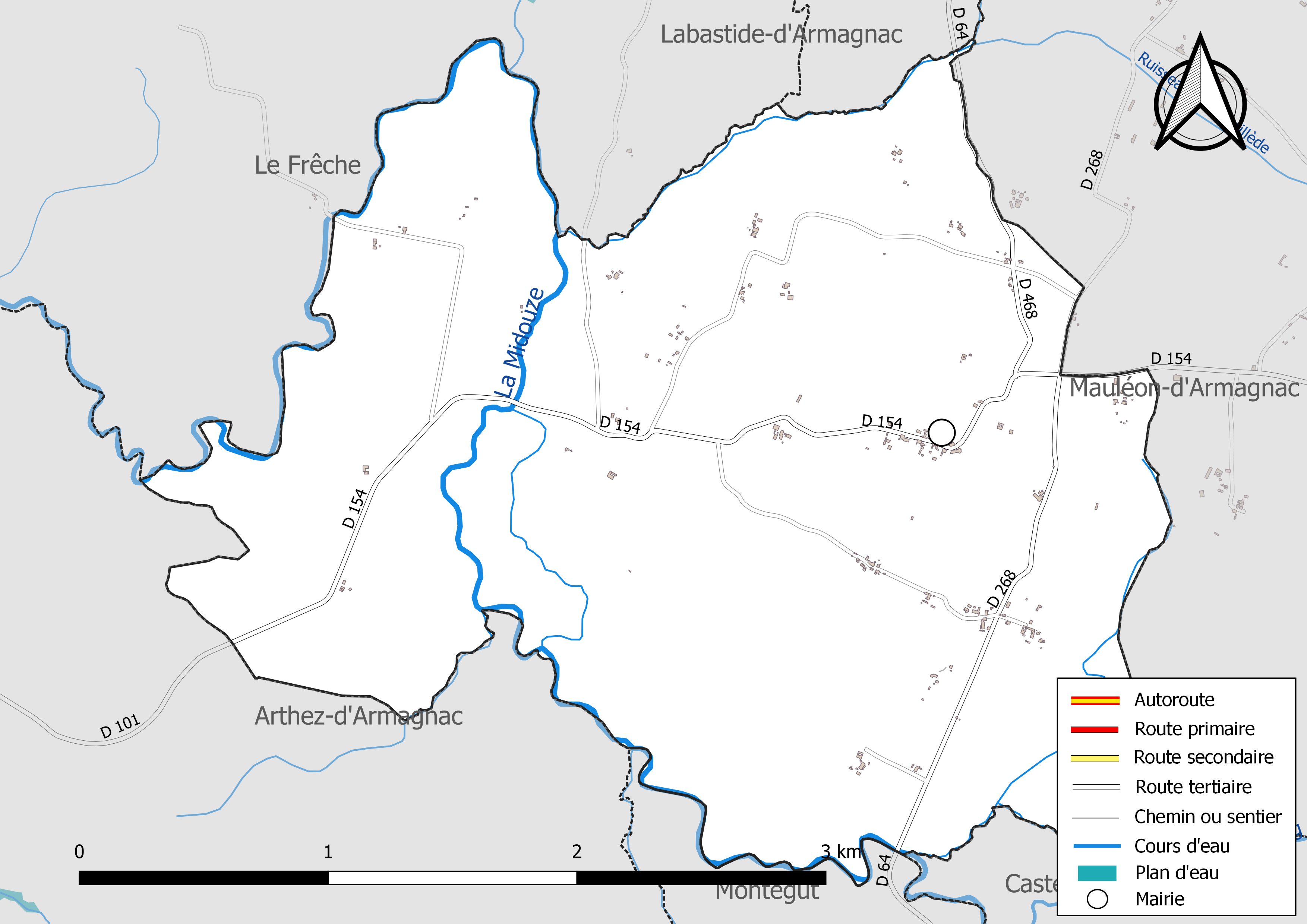
Réseaux hydrographique et routier de Lannemaignan.

La commune est dans le bassin de l'Adour, au sein du bassin hydrographique Adour-Garonne. Elle est drainée par la Midouze et le ruisseau de Houeillède et par divers petits cours d'eau, qui constituent un réseau hydrographique de 11 km de longueur totale,.
La Midouze, d'une longueur totale de 151,5 km, prend sa source dans la commune d'Armous-et-Cau et s'écoule du sud-est vers le nord-ouest puis vers l'ouest. Elle traverse la commune et se jette dans l'Adour à Vicq-d'Auribat, après avoir traversé 46 communes.

### Climat
Pour des articles plus généraux, voir Climat de l'Occitanie et Climat du Gers.
En 2010, le climat de la commune est de type climat océanique altéré, selon une étude s'appuyant sur une série de données couvrant la période 1971-2000. En 2020, Météo-France publie une typologie des climats de la France métropolitaine dans laquelle la commune est dans une zone de transition entre le climat océanique et le climat océanique altéré et est dans la région climatique Aquitaine, Gascogne, caractérisée par une pluviométrie abondante au printemps, modérée en automne, un faible ensoleillement au printemps, un été chaud (19,5 °C), des vents faibles, des brouillards fréquents en automne et en hiver et des orages fréquents en été (15 à 20 jours).
Pour la période 1971-2000, la température annuelle moyenne est de 13,4 °C, avec une amplitude thermique annuelle de 15 °C. Le cumul annuel moyen de précipitations est de 947 mm, avec 11,1 jours de précipitations en janvier et 7 jours en juillet. Pour la période 1991-2020, la température moyenne annuelle observée sur la station météorologique la plus proche, située sur la commune de Créon-d'Armagnac à 13 km à vol d'oiseau, est de 13,1 °C et le cumul annuel moyen de précipitations est de 865,3 mm,. Pour l'avenir, les paramètres climatiques de la commune estimés pour 2050 selon différents scénarios d’émission de gaz à effet de serre sont consultables sur un site dédié publié par Météo-France en novembre 2022.

### Milieux naturels et biodiversité

#### Réseau Natura 2000

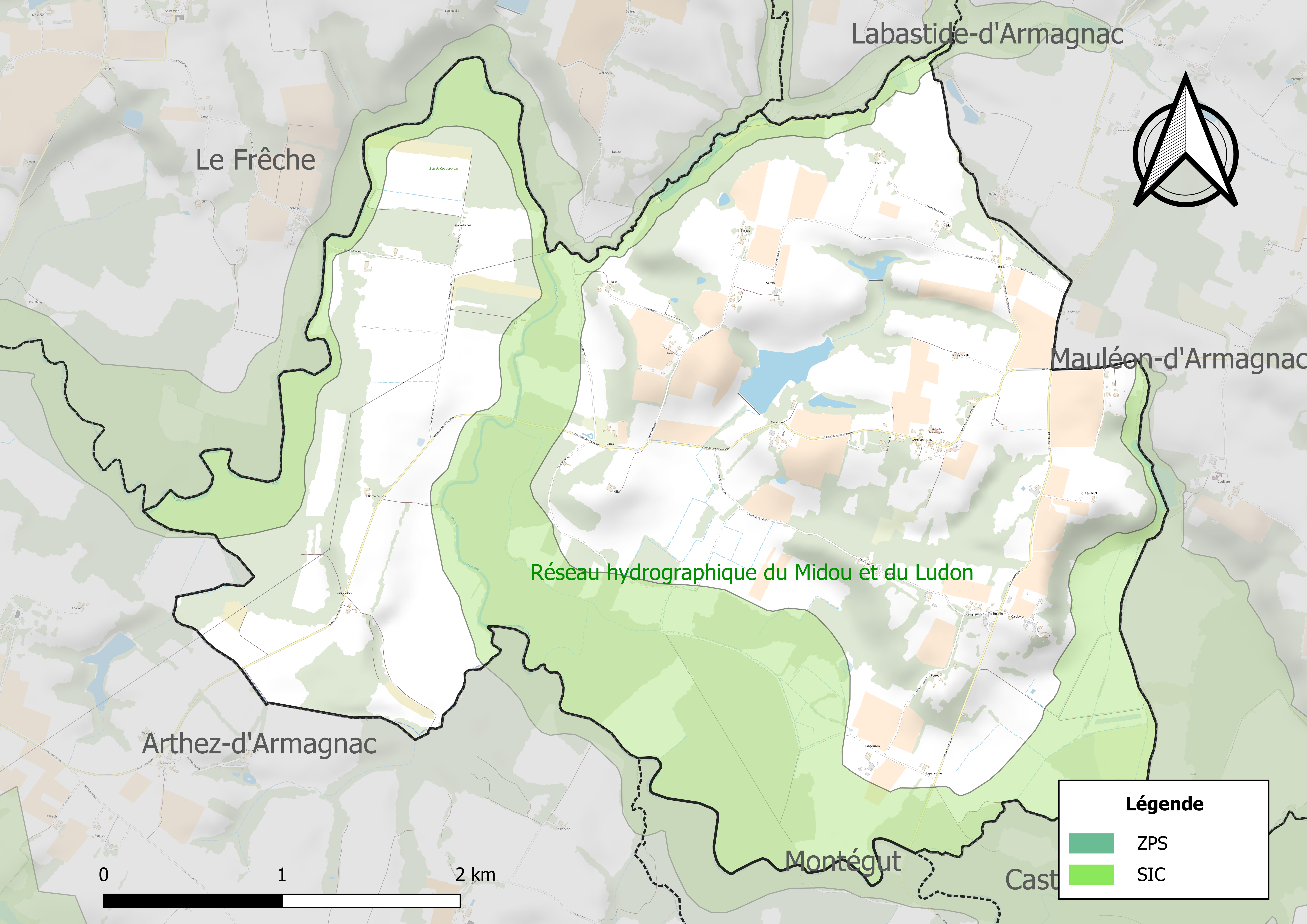
Site Natura 2000 sur le territoire communal.

Le réseau Natura 2000 est un réseau écologique européen de sites naturels d'intérêt écologique élaboré à partir des directives habitats et oiseaux, constitué de zones spéciales de conservation (ZSC) et de zones de protection spéciale (ZPS).
Un site Natura 2000 a été défini sur la commune au titre de la directive habitats : le « réseau hydrographique du Midou et du Ludon », d'une superficie de 6 542 ha, un site présentant une diversité d’habitats relativement importante, malgré une faible représentativité des habitats d’intérêt communautaire.

#### Zones naturelles d'intérêt écologique, faunistique et floristique

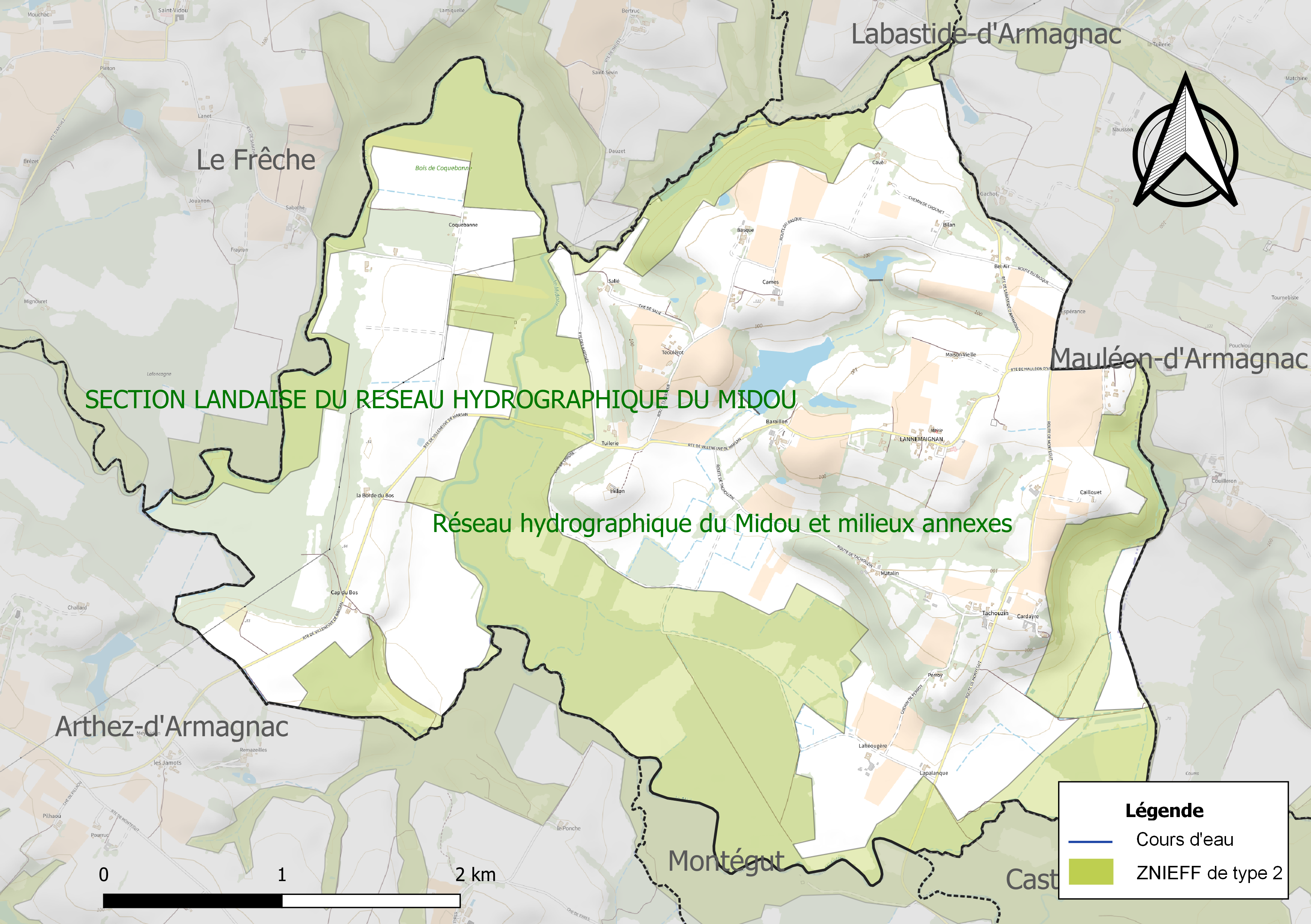
Carte de la ZNIEFF de type 2 localisée sur la commune.

L’inventaire des zones naturelles d'intérêt écologique, faunistique et floristique (ZNIEFF) a pour objectif de réaliser une couverture des zones les plus intéressantes sur le plan écologique, essentiellement dans la perspective d’améliorer la connaissance du patrimoine naturel national et de fournir aux différents décideurs un outil d’aide à la prise en compte de l’environnement dans l’aménagement du territoire.
Une ZNIEFF de type 2 est recensée sur la commune :
le « réseau hydrographique du Midou et milieux annexes » (6 344 ha), couvrant 43 communes dont 37 dans le Gers et six dans les Landes.

## Urbanisme

### Typologie
Au 1er janvier 2024, Lannemaignan est catégorisée commune rurale à habitat très dispersé, selon la nouvelle grille communale de densité à sept niveaux définie par l'Insee en 2022.
Elle est située hors unité urbaine. Par ailleurs la commune fait partie de l'aire d'attraction de Mont-de-Marsan, dont elle est une commune de la couronne,. Cette aire, qui regroupe 101 communes, est catégorisée dans les aires de 50 000 à moins de 200 000 habitants,.

### Occupation des sols

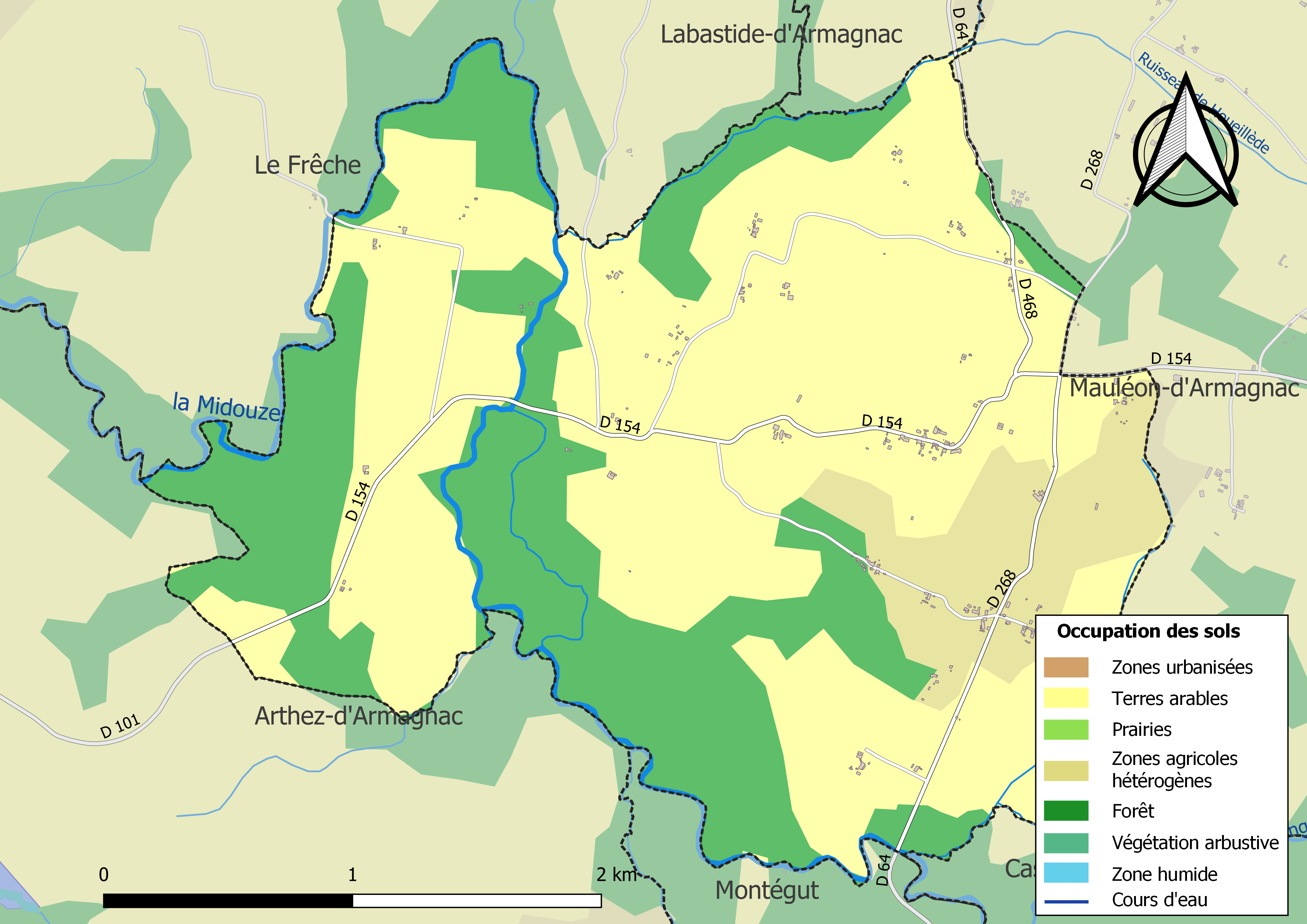
Carte des infrastructures et de l'occupation des sols de la commune en 2018 (CLC).

L'occupation des sols de la commune, telle qu'elle ressort de la base de données européenne d’occupation biophysique des sols Corine Land Cover (CLC), est marquée par l'importance des territoires agricoles (70,2 % en 2018), en diminution par rapport à 1990 (71,1 %). La répartition détaillée en 2018 est la suivante : 
terres arables (60,9 %), forêts (29,8 %), zones agricoles hétérogènes (9,3 %). L'évolution de l’occupation des sols de la commune et de ses infrastructures peut être observée sur les différentes représentations cartographiques du territoire : la carte de Cassini (XVIIIe siècle), la carte d'état-major (1820-1866) et les cartes ou photos aériennes de l'IGN pour la période actuelle (1950 à aujourd'hui).

### Risques majeurs
Le territoire de la commune de Lannemaignan est vulnérable à différents aléas naturels : météorologiques (tempête, orage, neige, grand froid, canicule ou sécheresse) et séisme (sismicité très faible). Un site publié par le BRGM permet d'évaluer simplement et rapidement les risques d'un bien localisé soit par son adresse soit par le numéro de sa parcelle.

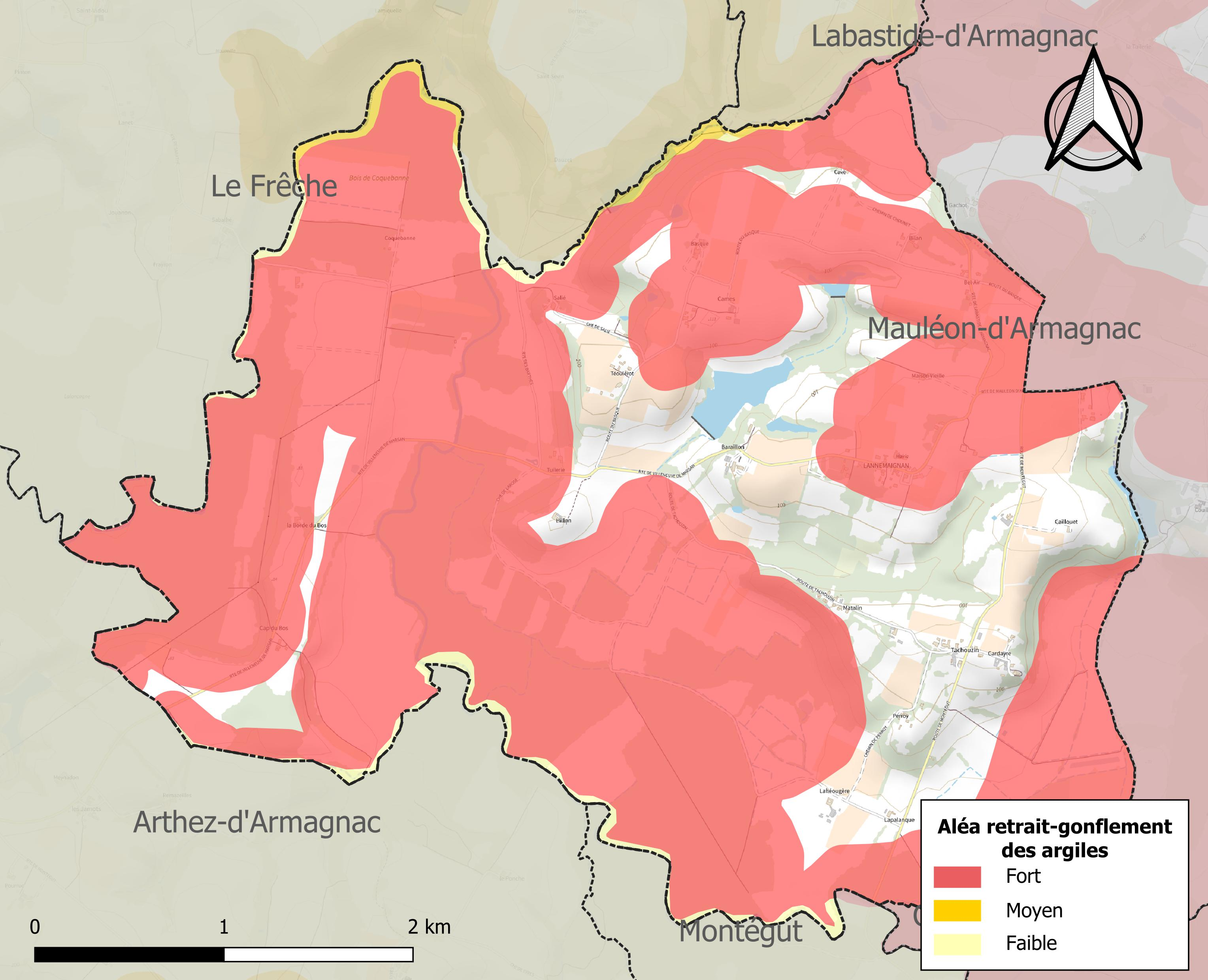
Carte des zones d'aléa retrait-gonflement des sols argileux de Lannemaignan.

Le retrait-gonflement des sols argileux est susceptible d'engendrer des dommages importants aux bâtiments en cas d’alternance de périodes de sécheresse et de pluie. 74,1 % de la superficie communale est en aléa moyen ou fort (94,5 % au niveau départemental et 48,5 % au niveau national). Sur les 78 bâtiments dénombrés sur la commune en 2019, 47 sont en aléa moyen ou fort, soit 60 %, à comparer aux 93 % au niveau départemental et 54 % au niveau national. Une cartographie de l'exposition du territoire national au retrait gonflement des sols argileux est disponible sur le site du BRGM,.
Par ailleurs, afin de mieux appréhender le risque d’affaissement de terrain, l'inventaire national des cavités souterraines permet de localiser celles situées sur la commune.
La commune a été reconnue en état de catastrophe naturelle au titre des dommages causés par les inondations et coulées de boue survenues en 1999 et 2009. Concernant les mouvements de terrains, la commune a été reconnue en état de catastrophe naturelle au titre des dommages causés par la sécheresse en 1989 et 2002 et par des mouvements de terrain en 1999.

## Toponymie
Lannemaignan signifie en gascon du Gers,"La Demi-Lune.
Plus au sud-est,dans les Hautes Pyrénées, Lannemezan,la célèbre ville du plateau du même nom, signifie aussi"la Demi-Lune'
Autre hypothèse : le nom de Lannemaignan est composé du gascon lane, « lande », suivi du nom de famille Maignan du premier propriétaire des terres.

## Politique et administration
| Période                                  | Période   | Identité        | Étiquette | Qualité  |
| ---------------------------------------- | --------- | --------------- | --------- | -------- |
| mars 2001                                | mars 2014 | Jean-Marc Tarbe |           |          |
| mars 2014                                | En cours  | Christian David | DVD       | Retraité |
| Les données manquantes sont à compléter. |           |                 |           |          |

## Démographie
L'évolution du nombre d'habitants est connue à travers les recensements de la population effectués dans la commune depuis 1793. Pour les communes de moins de 10 000 habitants, une enquête de recensement portant sur toute la population est réalisée tous les cinq ans, les populations de référence des années intermédiaires étant quant à elles estimées par interpolation ou extrapolation. Pour la commune, le premier recensement exhaustif entrant dans le cadre du nouveau dispositif a été réalisé en 2004.

En 2022, la commune comptait 105 habitants, en évolution de −4,55 % par rapport à 2016 (Gers : +1,04 %, France hors Mayotte : +2,11 %).
| 1793 | 1800 | 1806 | 1821 | 1831 | 1841 | 1846 | 1851 | 1856 |
| ---- | ---- | ---- | ---- | ---- | ---- | ---- | ---- | ---- |
| 195  | 173  | 169  | 211  | 213  | 435  | 436  | 407  | 431  |

| 1861 | 1866 | 1872 | 1876 | 1881 | 1886 | 1891 | 1896 | 1901 |
| ---- | ---- | ---- | ---- | ---- | ---- | ---- | ---- | ---- |
| 434  | 441  | 432  | 438  | 435  | 410  | 403  | 402  | 369  |

| 1906 | 1911 | 1921 | 1926 | 1931 | 1936 | 1946 | 1954 | 1962 |
| ---- | ---- | ---- | ---- | ---- | ---- | ---- | ---- | ---- |
| 354  | 302  | 247  | 262  | 242  | 248  | 273  | 257  | 225  |

| 1968 | 1975 | 1982 | 1990 | 1999 | 2004 | 2006 | 2009 | 2014 |
| ---- | ---- | ---- | ---- | ---- | ---- | ---- | ---- | ---- |
| 200  | 155  | 132  | 118  | 104  | 111  | 108  | 105  | 108  |

| 2019 | 2022 | - | - | - | - | - | - | - |
| ---- | ---- | - | - | - | - | - | - | - |
| 106  | 105  | - | - | - | - | - | - | - |

## Économie

### Emploi
|                | 2008  | 2013   | 2018   |
| -------------- | ----- | ------ | ------ |
| Commune        | 6,9 % | 11,5 % | 11,5 % |
| Département    | 6,1 % | 7,5 %  | 8,2 %  |
| France entière | 8,3 % | 10 %   | 10 %   |

En 2018, la population âgée de 15 à 64 ans s'élève à 62 personnes, parmi lesquelles on compte 70,5 % d'actifs (59 % ayant un emploi et 11,5 % de chômeurs) et 29,5 % d'inactifs,. En  2018, le taux de chômage communal (au sens du recensement) des 15-64 ans est supérieur à celui de la France et du département, alors qu'il était inférieur à celui de la France en 2008.
La commune fait partie de la couronne de l'aire d'attraction de Mont-de-Marsan, du fait qu'au moins 15 % des actifs travaillent dans le pôle,. Elle compte 17 emplois en 2018, contre 24 en 2013 et 16 en 2008. Le nombre d'actifs ayant un emploi résidant dans la commune est de 36, soit un indicateur de concentration d'emploi de 47,5 % et un taux d'activité parmi les 15 ans ou plus de 45,7 %.
Sur ces 36 actifs de 15 ans ou plus ayant un emploi, 9 travaillent dans la commune, soit 25 % des habitants. Pour se rendre au travail, 77,8 % des habitants utilisent un véhicule personnel ou de fonction à quatre roues, 2,8 % s'y rendent en deux-roues, à vélo ou à pied et 19,4 % n'ont pas besoin de transport (travail au domicile).

### Activités hors agriculture
7 établissements sont implantés  à Lannemaignan au 31 décembre 2019.
Le secteur du commerce de gros et de détail, des transports, de l'hébergement et de la restauration est prépondérant sur la commune puisqu'il représente 57,1 % du nombre total d'établissements de la commune (4 sur les 7 entreprises implantées  à Lannemaignan), contre 27,7 % au niveau départemental.

### Agriculture
|               | 1988 | 2000 | 2010 | 2020 |
| ------------- | ---- | ---- | ---- | ---- |
| Exploitations | 15   | 11   | 7    | 9    |
| SAU (ha)      | 502  | 606  | 681  | 740  |

La commune est dans le Bas-Armagnac, une petite région agricole occupant une partie ouest du département du Gers. En 2020, l'orientation technico-économique de l'agriculture  sur la commune est la polyculture et/ou le polyélevage. Neuf exploitations agricoles ayant leur siège dans la commune sont dénombrées lors du recensement agricole de 2020 (15 en 1988). La superficie agricole utilisée est de 740 ha,,.
Forêts, agricultures céréalières et vignes encerclent Lannemaignan.
Région de l'AOC Bas Armagnac.

## Culture locale et patrimoine

### Lieux et monuments
- Église Saint-Jean-Baptiste de style roman[31] datant du XVe siècle[32]. L'église a été restaurée sous la direction des architectes des bâtiments de France[31]. L'édifice est inscrit à l'inventaire des monuments historiques depuis 1979[32].